# Singoli al numero uno nella Billboard Streaming Songs nel 2024
Di seguito è proposta la lista dei singoli al numero uno nella Billboard Streaming Songs nel 2024.
La classifica delle Streaming Songs è redatta settimanalmente da Billboard e indica le canzoni più ascoltate nelle radio online, in on-demand e video sui più importanti servizi di streaming musicale statunitensi. I dati sono raccolti dalla Nielsen Broadcast Data Systems.

## Streaming Songs
| † | La canzone con le migliori prestazioni del 2024 è stata I Remember Everything di Zach Bryan feat. Kacey Musgraves, che ha raggiunto il numero uno nel 2023. |

| Data         | Brano                                    | Artista                                                  | Streaming (in milioni) | Totale settimane al numero uno | Fonti         |
| ------------ | ---------------------------------------- | -------------------------------------------------------- | ---------------------- | ------------------------------ | ------------- |
| 6 gennaio    | Rockin' Around the Christmas Tree        | Brenda Lee                                               | 57,3                   | 6                              | [ 5 ]         |
| 13 gennaio   | Lovin on Me                              | Jack Harlow                                              | 29                     | 5                              | [ 6 ]         |
| 20 gennaio   | Lovin on Me                              | Jack Harlow                                              | 27,9                   | 5                              | [ 7 ]         |
| 27 gennaio   | Yes, And?                                | Ariana Grande                                            | 27,2                   | 1                              | [ 8 ]         |
| 3 febbraio   | Lovin on Me                              | Jack Harlow                                              | 27,4                   | 5                              | [ 9 ]         |
| 10 febbraio  | Hiss                                     | Megan Thee Stallion                                      | 29,2                   | 1                              | [ 10 ]        |
| 17 febbraio  | Beautiful Things                         | Benson Boone                                             | 22,8                   | 1                              | [ 11 ]        |
| 24 febbraio  | Carnival                                 | ¥$ e Rich the Kid feat. Playboi Carti                    | 23,5                   | 3                              | [ 12 ] [ 13 ] |
| 2 marzo      | Texas Hold 'Em                           | Beyoncé                                                  | 29                     | 1                              | [ 14 ]        |
| 9 marzo      | Carnival                                 | ¥$ e Rich the Kid feat. Playboi Carti                    | 32,2                   | 3                              | [ 15 ]        |
| 16 marzo     | Carnival                                 | ¥$ e Rich the Kid feat. Playboi Carti                    | 33,7                   | 3                              | [ 16 ]        |
| 23 marzo     | We Can't Be Friends (Wait for Your Love) | Ariana Grande                                            | 32,6                   | 2                              | [ 17 ]        |
| 30 marzo     | We Can't Be Friends (Wait for Your Love) | Ariana Grande                                            | 26,3                   | 2                              | [ 18 ]        |
| 6 aprile     | Like That                                | Future, Metro Boomin e Kendrick Lamar                    | 59,6                   | 3                              | [ 19 ]        |
| 13 aprile    | Like That                                | Future, Metro Boomin e Kendrick Lamar                    | 46,1                   | 3                              | [ 20 ]        |
| 20 aprile    | Like That                                | Future, Metro Boomin e Kendrick Lamar                    | 40                     | 3                              | [ 21 ]        |
| 27 aprile    | Too Sweet                                | Hozier                                                   | 35,6                   | 1                              | [ 22 ]        |
| 4 maggio     | Fortnight                                | Taylor Swift feat. Post Malone                           | 76,2                   | 1                              | [ 23 ]        |
| 11 maggio    | Million Dollar Baby                      | Tommy Richman                                            | 38                     | 1                              | [ 24 ]        |
| 18 maggio    | Not like Us                              | Kendrick Lamar                                           | 70,9                   | 7                              | [ 25 ]        |
| 25 maggio    | I Had Some Help                          | Post Malone feat. Morgan Wallen                          | 76,4                   | 2                              | [ 26 ]        |
| 1º giugno    | Not like Us                              | Kendrick Lamar                                           | 59,7                   | 7                              | [ 27 ]        |
| 8 giugno     | Not like Us                              | Kendrick Lamar                                           | 51,9                   | 7                              | [ 28 ]        |
| 15 giugno    | Houdini                                  | Eminem                                                   | 48,8                   | 1                              | [ 29 ]        |
| 22 giugno    | Please Please Please                     | Sabrina Carpenter                                        | 50,3                   | 2                              | [ 30 ]        |
| 29 giugno    | Please Please Please                     | Sabrina Carpenter                                        | 59,9                   | 2                              | [ 31 ]        |
| 6 luglio     | Not like Us                              | Kendrick Lamar                                           | 45,4                   | 7                              | [ 32 ]        |
| 13 luglio    | A Bar Song (Tipsy)                       | Shaboozey                                                | 44,8                   | 9                              | [ 33 ]        |
| 20 luglio    | Not like Us                              | Kendrick Lamar                                           | 53,8                   | 7                              | [ 34 ]        |
| 27 luglio    | Not like Us                              | Kendrick Lamar                                           | —                      | 7                              | [ 35 ]        |
| 3 agosto     | A Bar Song (Tipsy)                       | Shaboozey                                                | 37,3                   | 9                              | [ 36 ]        |
| 10 agosto    | A Bar Song (Tipsy)                       | Shaboozey                                                | 35,9                   | 9                              | [ 37 ]        |
| 17 agosto    | A Bar Song (Tipsy)                       | Shaboozey                                                | 33,9                   | 9                              | [ 38 ]        |
| 24 agosto    | A Bar Song (Tipsy)                       | Shaboozey                                                | 33,3                   | 9                              | [ 39 ]        |
| 31 agosto    | I Had Some Help                          | Post Malone feat. Morgan Wallen                          | —                      | 2                              | [ 40 ]        |
| 7 settembre  | Taste                                    | Sabrina Carpenter                                        | 42,5                   | 3                              | [ 41 ]        |
| 14 settembre | Taste                                    | Sabrina Carpenter                                        | 31,4                   | 3                              | [ 42 ]        |
| 21 settembre | Taste                                    | Sabrina Carpenter                                        | 27                     | 3                              | [ 43 ]        |
| 28 settembre | A Bar Song (Tipsy)                       | Shaboozey                                                | 28,7                   | 9                              | [ 44 ]        |
| 5 ottobre    | A Bar Song (Tipsy)                       | Shaboozey                                                | 27,8                   | 9                              | [ 45 ]        |
| 12 ottobre   | Timeless                                 | The Weeknd & Playboi Carti                               | 28,6                   | 1                              | [ 46 ]        |
| 19 ottobre   | A Bar Song (Tipsy)                       | Shaboozey                                                | 26,4                   | 9                              | [ 47 ]        |
| 26 ottobre   | A Bar Song (Tipsy)                       | Shaboozey                                                | 24,9                   | 9                              | [ 48 ]        |
| 2 novembre   | Love Somebody                            | Morgan Wallen                                            | 31,1                   | 1                              | [ 49 ]        |
| 9 novembre   | St. Chroma                               | Tyler, the Creator feat. Daniel Caesar                   | 24,3                   | 1                              | [ 50 ]        |
| 16 novembre  | Sticky                                   | Tyler, the Creator feat. GloRilla, Sexyy Red & Lil Wayne | 20,9                   | 1                              | [ 51 ]        |
| 23 novembre  | That's So True                           | Gracie Abrams                                            | 23,5                   | 1                              | [ 52 ]        |
| 7 dicembre   | Squabble Up                              | Kendrick Lamar                                           | 52                     | 1                              | [ 53 ]        |
| 14 dicembre  | All I Want for Christmas Is You          | Mariah Carey                                             | 38,2                   | 22                             | [ 54 ]        |
| 21 dicembre  | All I Want for Christmas Is You          | Mariah Carey                                             | 47,7                   | 22                             | [ 55 ]        |
| 28 dicembre  | All I Want for Christmas Is You          | Mariah Carey                                             | 48                     | 22                             | [ 56 ]        |

Note:
1. ↑  Ha raggiunto il numero uno anche nel 2023.
2. 1 2  Ha raggiunto il numero uno anche nel 2023.
3. 1 2 3 4  Ha raggiunto il numero uno anche nel 2024.
4. ↑  Ha raggiunto il numero uno anche nel 2019, nel 2020, nel 2021, nel 2022 e nel 2025.